# Toit en carène

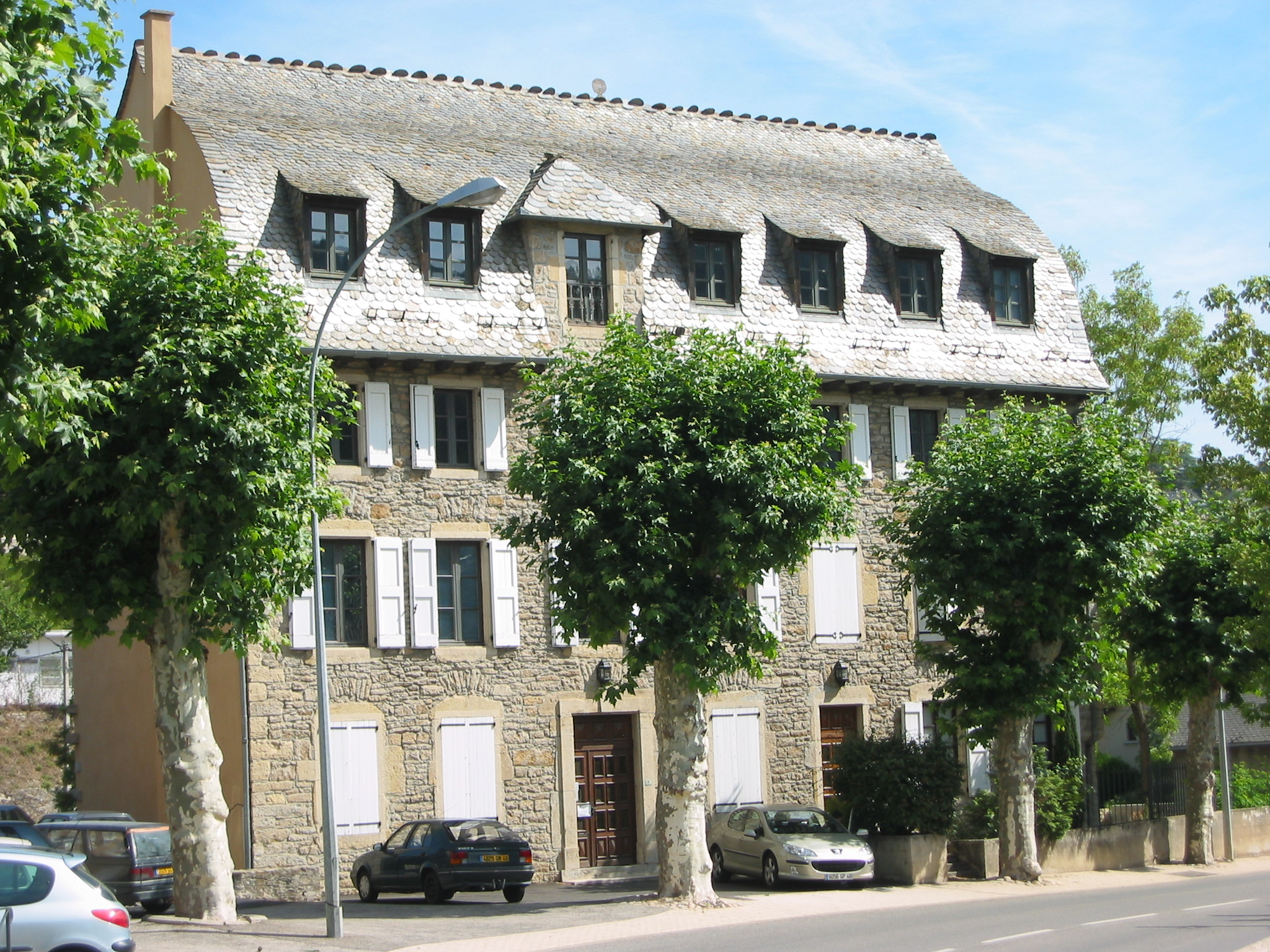
Maison au toit en carène à Mende (Lozère).

C'est au cours du XVIe siècle que la technique de fabrication des toits en carène de bateau renversé prend son essor en France. Elle est ainsi très répandue en Lozère, dans la région de Mende.
Ces charpentes « à la Philibert Delorme », du nom de leur concepteur, s'inspirent de la forme des carènes de navire. Elles sont constituées de pièces de bois plates et légères, assemblées par un système de clavettes, et donc faciles à monter sans grands engins de levages. Cela permet en outre de profiter de l'intégralité du volume des combles pour le stockage des denrées, notamment pour le fourrage lors de la construction de granges. 

## Exemples

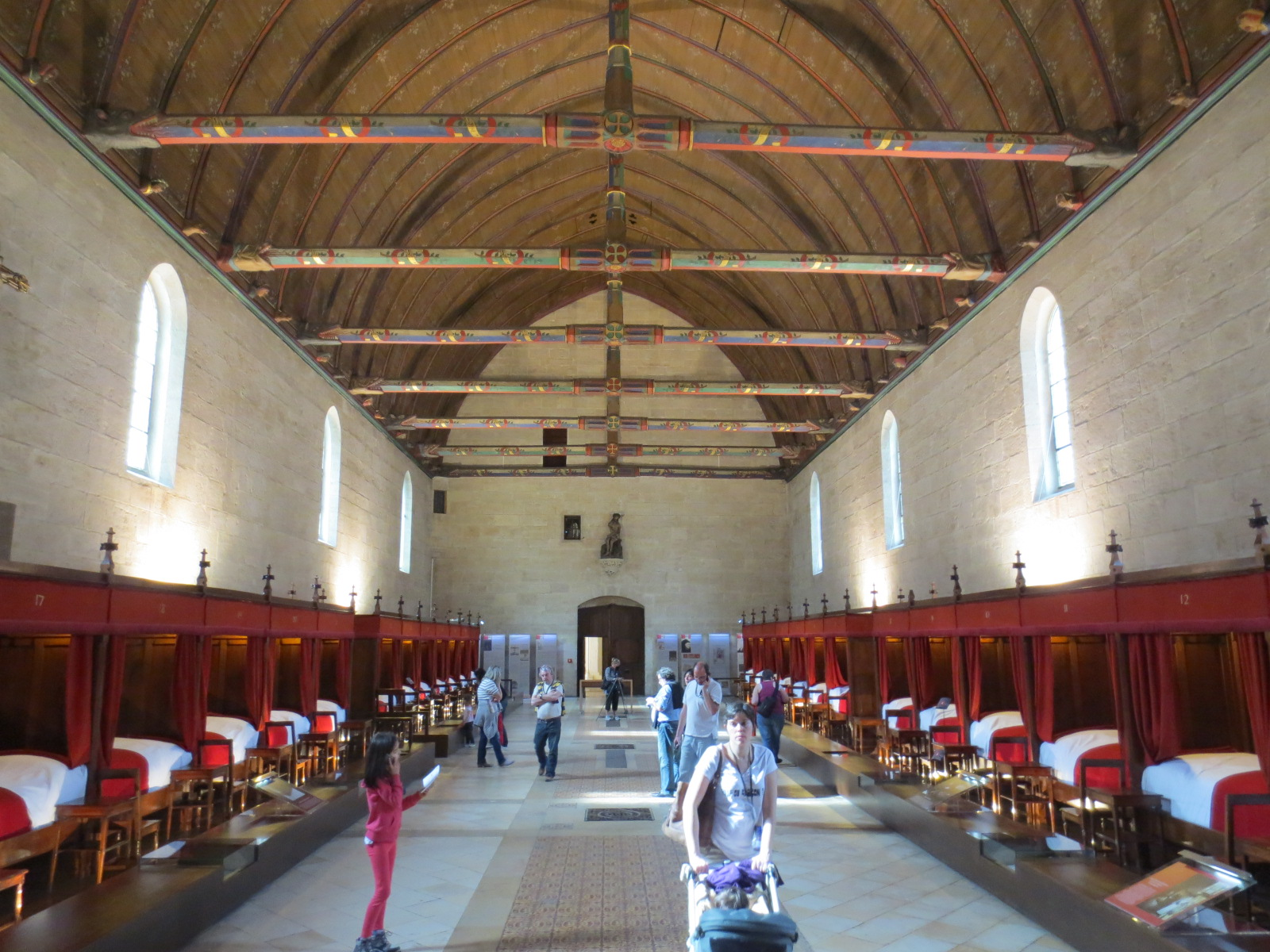
Salle des « pôvres » malades des Hospices de Beaune (XVe siècle)
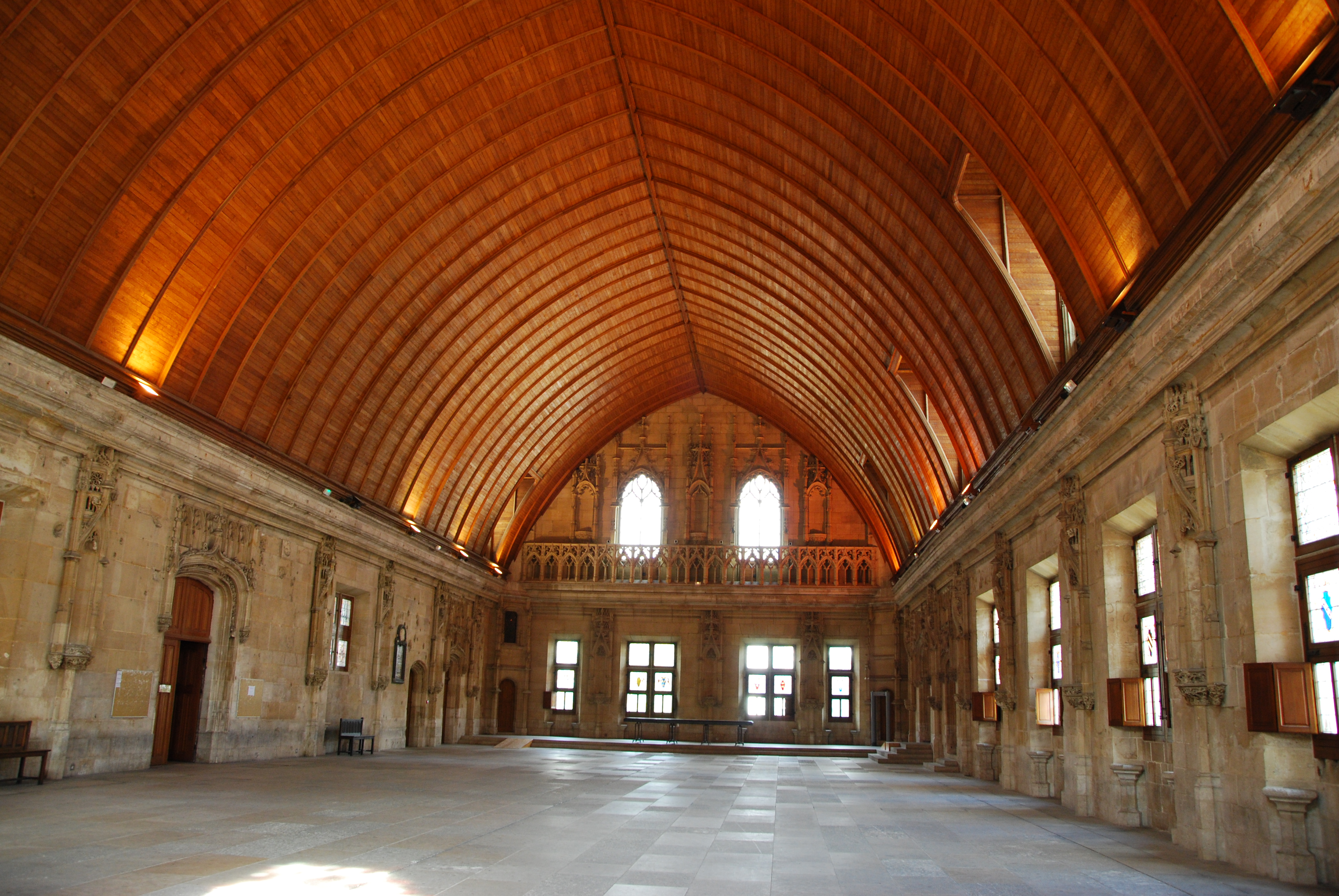
Grande salle dite « des procureurs » du Palais de justice de Rouen (1507-1517)